# Sensualité
«Sensualité» es una canción de 1993 grabada por la cantante y compositora belga Axelle Red. Es el tercer sencillo de su álbum debut, Sans plus attendre, lanzado el 10 de octubre de 1993. Sin embargo, es su primer sencillo lanzado en Francia. En 1994, la canción tuvo mucho éxito en Francia y generalmente se considera la canción característica de Axelle Red. También fue el primer sencillo de la cantante lanzado bajo su seudónimo de Axelle Red.

## Antecedentes, letras y actuaciones
Las letras fueron escritas y la música compuesta por Albert Hammond, Shelly Peiken y Axelle Red. Esta canción pop trata sobre una relación de amor en la que el aspecto físico es importante. Durante una entrevista en el programa francés La Méthode Cauet , Axelle Red explicó que la canción originalmente debería haberse llamado "Sexualité" ("Sexualidad" en Español), pero este título fue cancelado ya que podría haberse percibido como demasiado provocativo.
La canción es la cuarta pista del álbum de estudio Sans Plus Attendre. También aparece en los álbumes de Axelle Red French Soul como primera canción,  y en Alive, como primera canción también.  También está disponible en muchas compilaciones francesas y belgas, como such as Bleu Blanc Tubes vol. 1, De Pré Historie 1993, Bel 90 - Het beste uit de Belpop van 1993 and 100 op 1 - De beste Belgen.

## Rendimiento comercial
En Francia, el sencillo no logró desalojar a IAM con "Je danse le Mia", que encabezó la lista de singles en ese momento, pero permaneció en la lista (top 50) durante 38 semanas. Llegó a las listas desde el 22 de enero de 1994. Debutó en el número 27, luego entró en la lista de los diez más populares tres semanas más tarde, alcanzó el número dos durante seis semanas consecutivas y pasó 19 semanas entre los diez primeros. 
La canción fue certificada disco de oro  por el SNEP, el certificador francés, y ocupó el puesto número cuatro en la lista de fin de año de 1993. Según el sitio web Infodisc, el sencillo vendió alrededor de 360,000 unidades.

## Lista de canciones
- CD single

1. "Sensualité" — 3:48
2. "Femme au volant" — 3:41

- 7" single

1. "Sensualité" — 3:48
2. "Femme au volant" — 3:41

- Cassette

1. "Sensualité" — 3:48
2. "Femme au volant" — 3:41

## Posicionamiento en listas
| Chart (1993/94)                  | Mejor posición |
| -------------------------------- | -------------- |
| Belgian (Flanders) Singles Chart | 6              |
| French SNEP Singles Chart        | 2              |

| Chart (1994)         | Mejor posición |
| -------------------- | -------------- |
| French Singles Chart | 4              |

### Certificaciones
| País    | Certificación | Fecha                   | Ventas certificadas |
| ------- | ------------- | ----------------------- | ------------------- |
| Francia | Oro           | 21 de diciembre de 1994 | 250.000             |

## Covers
En 2013, Axel Tony y Sheryfa Luna lanzaron la canción como un dúo acompañado de un vídeo musical oficial.